# María Ruiz de Burton
María Amparo Ruiz de Burton (Loreto, 3 de julio de 1832 - Chicago, 12 de agosto de 1895) fue la primera autora mexicana-estadounidense en ser publicada en inglés. En su carrera publicó dos libros: ¿Quién lo habría pensado? (1872) y El ocupante ilegal y el Don (1885); y una obra de teatro: Don Quijote de la Mancha: una comedia en cinco actos: tomada de la novela de Cervantes de ese nombre (1876).La obra de María Amparo es considerada como pionera de la literatura mexicana-estadounidense. Su experiencia da la perspectiva de la población mexicana en Estados Unidos en los primeros años posteriores a la Intervención estadounidense. La población mexicana era considerada una minoría marginada. Este punto de vista de mujer le proporcionaron una perspectiva interna y externa sobre temas de etnicidad, poder, género, clase y raza.

## Familia
El abuelo de María Amparo, José Manuel Ruiz, comandó las tropas mexicanas a lo largo de la frontera norte de Baja California y se desempeñó como gobernador de la región desde 1822 hasta 1825. Por sus servicios se le otorgaron más de 3.500 hectáreas de terreno en la región de Ensenada . Su hermano, Francisco Ruiz, era comandante del Presidio de San Diego. Sus padres fueron Jesús Maitorena e Isabel Ruiz Maitorena. Tenía dos hermanos, Manuela y Federico Maitorena. Mantuvo el apellido de soltera de su madre, lo que significaba su posición social prominente. Ruiz de Burton llegó a la mayoría de edad durante la guerra mexicano-estadounidense. Cuando tenía quince años, fue testigo de la rendición de su ciudad natal, La Paz, a las fuerzas estadounidenses. A medida que la guerra llegaba a su fin, parecía que Baja California seguiría siendo un estado mexicano, mientras que Alta California se convertiría en territorio de los Estados Unidos. Burton se ofreció a ayudar a los residentes de Baja California a mudarse a Alta California y convertirse en ciudadanos estadounidenses. Poco después de la firma del Tratado de Guadalupe Hidalgo en 1848, Ruiz de Burton, su madre y su hermano se mudaron a Monterrey y se convirtieron en ciudadanos estadounidenses.

## Carrera literaria
Ruiz de Burton publicó dos novelas ¿Quién lo hubiera pensado? (1872) y El ocupante ilegal y el Don (1885). Es considerada la primera autora mexicana-estadounidense en escribir en inglés. María Ruiz de Burton abordó temas de etnicidad, poder, género, clase y raza en sus escritos. Su vida y sus escritos demuestran las contradicciones históricas de la identidad mexicana-estadounidense. Su escritura muestra una variedad de influencias; El romance histórico se ve a menudo en obras británicas, francesas, españolas y mexicanas, mientras que su realismo y naturalismo reflejan la escritura estadounidense. Sus obras reflejaban una crítica  al materialismo del noreste y retrataban a los mexicanos terratenientes de California como una población blanca gentil desplazada injustamente en los Estados Unidos por el racismo y la política corrupta. Es una autora chicana no solo por su raza, sino porque sus novelas investigan temas centrales de la historia y la literatura chicana/a: identificación, desidentificación, doble nacionalidad, ciudadanía, latinidad y restricciones de género. Incluso escribir y publicar este libro fue un acto de empoderamiento para los californios. Uno de los aspectos más notables de Ruiz de Burton es su “sentido de identificación y nacionalidad, su sentido de desplazamiento, su acomodación contradictoria y su desidentificación con los Estados Unidos, su sentido de una raza 'latina' más allá de la identidad nacional y la ciudadanía” 

### ¿Quién lo hubiera pensado?
¿Quién lo hubiera pensado? fue la primera novela escrita en inglés por una mexicana residente en los Estados Unidos. El libro fue publicado en 1872 por JB Lippincott en Filadelfia Este libro no tenía el nombre del autor en la portada, pero fue registrado en la Biblioteca del Congreso bajo los nombres de HS Burton y Mrs. Henry S. Burton. El libro profundiza en la vida de una niña mexicana-estadounidense, Lola, nacida en cautiverio indio. También habla de la vida de Lola en una sociedad estadounidense obsesionada con la clase, la religión, la raza y el género. "La novela analiza la mezquindad y el racismo de una familia abolicionista del norte y habla sobre temas de democracia, liberalismo, sufragio femenino, imperialismo, oportunismo político e hipocresía religiosa". Ruiz muestra “la caída de la 'maternidad republicana', es decir de la 'autoridad moral' de una matrona yanqui... [y] la caída de la concepción romántica de la política y el desenmascaramiento de los ideales liberales/democráticos” (76). En esta novela María Amparo quiso desmantelar las percepciones de democracia y justicia idealizadas en los EE. UU, demostrando que solo es así para los ricos y poderosos.
Tras su publicación, ¿Quién lo hubiera pensado? permaneció desapercibida durante más de cien años en los estudios literarios estadounidenses, lo que demuestra la exclusión de Ruiz de Burton de la historia literaria estadounidense y, en términos más generales, la importancia marginal que se consideraba que los mexicano-estadounidenses tenían en la historia de Estados Unidos. El libro también fue excluido de la literatura estadounidense popular debido a su descripción de la cultura y la moral estadounidenses como hipócritas.

## Lista de obras
- Burton, Mrs. H S (1872), Who Would Have Thought It? A Novel ..., Philadelphia: J.B. Lippincott & Co., OCLC 16651194, archivado desde el original el 13 de febrero de 2012, consultado el 10 de diciembre de 2022..  Republished as Ruiz de Burton, María Amparo (1995),  Sánchez, Rosaura; Pita, Beatrice, eds., Who Would Have Thought It?, Houston: Arte Público, pp. vii-lxv, ISBN 978-1-55885-081-1..
- Ruiz de Burton, María Amparo (1885), The Squatter and the Don: A Novel Descriptive of Contemporary Occurrences in California, San Francisco: S. Carson & Co., OCLC 4323620..  Republished as Ruiz de Burton, María Amparo (1992),  Sánchez, Rosaura; Pita, Beatrice, eds., The Squatter and the Don, Houston: Arte Público Press, ISBN 978-1-55885-055-2..
- Ruiz de Burton, María Amparo (2001),  Sánchez, Rosaura; Pita, Beatrice, eds., Conflicts of Interest: The Letters of María Amparo Ruiz De Burton, Houston, TX: Arte Público, ISBN 978-1-55885-328-7..